# Vastenjaure
Der Vastenjaure ist neben dem Virihaure der zweite große See im schwedischen Nationalpark Padjelanta. Er besitzt eine Fläche von 89 km² und liegt 547 m ö.h. Der See wird vom Abfluss des Virihaure gespeist. Ein weiterer wichtiger Zufluss ist der Låddejåkkå, welcher im Nationalpark Sarek entspringt. Der Vuojatätno entwässert den Vastenjaure zum Akkajaure hin. Außer einer kleinen samischen Sommersiedlung befinden sich keine Orte am See.